# العیون، مراکش
العیون (به فرانسوی: El Aïoun Sidi Mellouk) یک منطقهٔ مسکونی در مراکش است که در تاوریرت واقع شده‌است. العیون ۳۴٬۷۶۷ نفر جمعیت دارد.